# Heterospilus gracilis
Heterospilus gracilis är en stekelart som beskrevs av Shi och Chen 2004. Heterospilus gracilis ingår i släktet Heterospilus och familjen bracksteklar. Inga underarter finns listade i Catalogue of Life.